# .17 HM2

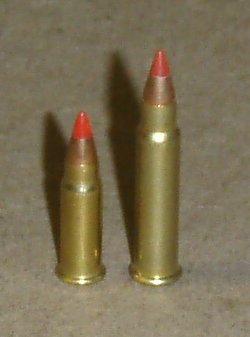
Vlevo .17 HM2, vpravo .17 HMR

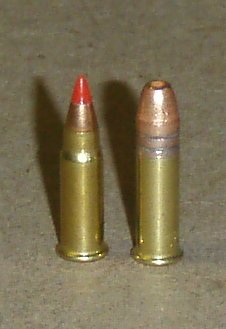
Vlevo: .17HM2, vpravo: .22 LR

.17 Hornady Mach 2, nebo také .17 HM2 je náboj s okrajovým zápalem. Na trh byl uveden v roce 2004 firmou Hornady, čímž se navázalo na úspěšný náboj .17 HMR uvedený v roce 2002. .17 HM2 není v současné době (rok 2007) ani zdaleka tak úspěšný.

## Konstrukce a výkon náboje
.17 HM2 vychází z náboje .22 LR (.17 HMR vycházel ze silnějšího náboje .22 WMR). Nábojnice byla trochu prodloužena a zaškrcena na ráži .17" (4,5mm) a používá střelu o poloviční hmotnosti než průměrný náboj .22 LR. Tato ultralehká střela je klíčem k dosažení velmi vysokých úsťových rychlostí. To ale není na závadu výkonu, který náboj podává z hlediska terminální balistiky.
.17 HM2 dosahuje dvakrát větší rychlosti než běžný .22 LR, což má za následek mnohem plošší trajektorii letu až do vzdálenosti 140 m, což je maximální efektivní dostřel tohoto náboje. To má za následek velmi dobrou přesnost.
Je velmi obtížné vyrobit oplášťovanou střelu, která má velikost pouze .17". Tato skutečnost se odráží v ceně náboje, která je asi 5x vyšší než u velmi levného .22 LR. Pořád je ale nižší než některé používané náboje se středovým zápalem a nižší než u náboje .17 HMR.

## Specifikace
- Průměrná hmotnost střely: 17 grainů
- Průměrná úsťová rychlost: 650 m/s
- Průměrná úsťová energie: 230J

- Průměr střely: .172 in (4.37 mm)
- Celková délka náboje: 1.00" (25.4 mm)

- Typ zápalky: okrajový zápal

## Příklady zbraní používajících tento náboj
- CZ 452 American .17 Mach 2
- Ruger K77/17VM2BBZ
- Ruger 77/17RM2